# Alain Louis
Alain Bernard Louis (nacido en Puerto Príncipe, Haití, el 25 de enero de 1998) es un jugador de baloncesto haitiano con nacionalidad canadiense que mide 1,85 metros y puede jugar en las posiciones de base y escolta. Actualmente pertenece a la plantilla del Club Baloncesto Morón de la Primera FEB. 

## Trayectoria
Louis es un jugador de baloncesto nacido en Puerto Príncipe formado en la Thetford Academy, situada en Thetford Mines de Quebec, antes de ingresar en 2017 en la Universidad de Carleton situada en Ottawa, donde formaría parte durante tres temporadas de su equipo universitario, desde 2017 a 2020.
En la temporada 2020-21, firma por los Ottawa Blackjacks de la CEBL canadiense.
En la temporada 2021-22, firma por los Montreal Alliance de la CEBL canadiense.
En la temporada 2023-24, fichó por el TFT Skopje de la Makedonska Prva Liga.
En verano de 2024, regresa a Canadá para jugar en el Montreal Alliance.
El 19 de julio de 2024, Louis fichó por el Club Baloncesto Morón de la Primera FEB.